# Szulfokalkofil elemek
A szulfokalkofil elemek a Szádeczky-Kardoss-féle geokémiai rendszer második kategóriáját képezik. Ez a geokémiai osztályozás az elemek ionjainak természetes körülmények közti vegyületképző képességén és hajlandóságán alapul.
A periódusos rendszer szulfokalkofil elemei a vas, réz, ezüst, ólom, arzén, antimon és szelén.
Vannak úgynevezett átfutó (nem jellemzően szulfokalkofil, de itt is megjelenő) és kérdéses elemek, ezek a cink, kadmium, kén, bizmut, higany és tellúr.
Dúsulásuk a meteorvas fázisban, a szulfid fázisban és a hidrotermális kristályosodási fázisban van. E csoport elemei alkotják a szulfidokat és rokon vegyületeiket, fémes-kovalens rácsban kristályosodnak. A hidrotermális szakasz gazdaságilag fontos ércteléreinek nagy részét ezen elemek alkotják.